# 霞ヶ城県立自然公園
霞ヶ城県立自然公園（かすみがじょうけんりつしぜんこうえん）とは、福島県・中通り地方にある二本松市にある県立自然公園。

## 概要
福島県によって、1948年（昭和23年）指定。東北本線二本松駅から、およそ1km北に位置する霞ヶ城（二本松城）跡付近一帯と、二本松市中心部からおよそ3Km東部にある安達ケ原一帯の2地域からなる、福島県指定の自然公園。面積は、およそ1.7平方km。

## 霞ヶ城（二本松城）跡付近
二本松市公式ホームページ内の公園項目では、「霞ヶ城公園」と記載される。面積は、およそ1.65平方km。日本国自然公園法の規制基準に基き、指定された区域は、第二種特別地域がおよそ0.1平方km、第三種特別地域がおよそ0.15平方km、普通地域がおよそ1.4平方kmからなる。

## 安達ケ原
二本松市公式ホームページ内の公園項目では、「安達ケ原公園」と記載される。面積は、およそ0.05平方km。日本国自然公園法の規制基準に基き、全てが普通地域である。